# Dánava
Dánavové jsou v hinduismu jednou ze skupin asurů-protivníků dévů-bohů, kteří jsou syny bohyně Dánu a mudrce Kašjapy a obývají podsvětní svět Pátálu. Podle Roshen Dalal mohou mít společný původ s irským rodem bohů zvaným Tuatha Dé Danann. Jan Filipský se domnívá, že se původně jednalo o domorodý kmen, který se stavěl na odpor přicházejícím Indoárjům a že v hinduismu představují jakési mořské titány.
Počet a jména synů Dánu se v jednotlivých zdrojích liší. V Rámájaně je zmiňován Ašvagriva, podle Mahábháraty bylo jejích synů padesát. Za nejstaršího syna bývá označován Vipračitti, mezi dalšími jsou jmenováni Samvara, Namuči, Pauloman, Keši, Durjaja, Ajaširas, Ašvaširas, Ketumat, Svarbhanu, Ašva, Ašvapatí a Ajaka. V některých puránách se uvádí, že Dánu měla stovku synů a je mezi ně počítán i Vrtra a Maja. Z první generace se pak zrodili další Dánavové, například synové Vipračittiho a Sinhiti. Další Dánavy porodily jiné manželky Kašjapy: Pulóma a Kálika, dcery Vaišvánary, které jsou matkami šedesát tisíc Dánavů známých jako Paulómové a Kálakanjové či jako Kálakejaové.